# كرونوبوليس (قصة قصيرة)
كرونوبوليس هي قصة قصيرة من وحي الخيال العلمي كتبها الكاتب البريطاني جي جي بالارد، نشرت لأول مرة في عام 1960. تبدأ القصة مع رجل في السجن، نيومان، وتشرع في دراسة افتتانه بمفهوم الوقت في عالم تم فيه حظر الساعات وتنظيمها بمرور وقت الشرطة. «كرونوبوليس» يظهر في مختارات حرره أندرو جودوين، قصص الخيال العلمي.